# All Our Gods Have Abandoned Us
All Our Gods Have Abandoned Us è il settimo album in studio del gruppo musicale britannico Architects, pubblicato il 27 maggio 2016 dalla Epitaph Records e dalla UNFD.

## Descrizione
Lo stile dell'album è stato descritto come un misto di hardcore punk, metalcore, screamo sinfonico e post-metal ambientale. Si tratta del primo album pubblicato dagli Architects con il chitarrista Adam Christianson nonché l'ultimo prima della scomparsa del cofondatore, chitarrista e principale compositore Tom Searle, avvenuta il 20 agosto 2016 a causa di una neoplasia. La scrittura del disco e del precedente Lost Forever/Lost Together sono stati profondamente influenzati dalla malattia di Searle, diagnosticatogli nel 2013, e la traccia di chiusura Memento mori (riferimento alla locuzione latina, «ricordati che devi morire») è considerato il canto del cigno del chitarrista.

## Tracce
Testi e musiche degli Architects.
1. Nihilist – 2:51
2. Deathwish – 3:52
3. Phantom Fear – 4:06
4. Downfall – 4:04
5. Gone with the Wind – 3:45
6. The Empty Hourglass – 4:11
7. A Match Made in Heaven – 3:48
8. Gravity – 3:18
9. All Love Is Lost – 4:20
10. From the Wilderness – 3:44
11. Memento Mori – 8:12

Traccia bonus nell'edizione HMV e nell'edizione deluxe australiana
1. Silver Bullet – 3:08

## Formazione
Gruppo
- Sam Carter – voce
- Tom Searle – chitarra solista, programmazione, elettronica, composizione strumenti ad arco e ottoni
- Adam Christianson – chitarra ritmica
- Alex Dean – basso
- Dan Searle – batteria, programmazione, elettronica

Altri musicisti (traccia 11)
- Randy Slaugh – arrangiamento strumenti ad arco e ottoni
- Linda Seare – violino
- Rebecca Bill – violino
- Jennifer Allen – violino
- Michael Rollins – viola
- Sara Cerrato – violoncello
- Elizabeth Clarke – violoncello
- Elizabeth Shill – corno francese
- Tom Francis – trombone basso

Produzione
- Henrik Udd – produzione, ingegneria del suono, missaggio, mastering
- Fredrik Nordström – produzione, ingegneria del suono
- Architects – produzione, ingegneria del suono
- Randy Slaugh – produzione e ingegneria strumenti ad arco e ottoni (traccia 11)
- Ken Dudley – assistenza tecnica (traccia 11)